# Мельничук, Алла Антоновна
А́лла Анто́новна Мельничу́к (14 октября 1952, село Кирилловка, Одесская область) — директор Тираспольского объединенного музея, член Союза писателей Приднестровья и России.

## Биография
Алла Антоновна родилась 14 октября 1952 года в селе Кирилловка Одесской области; в 1962 году семья переехала в село Кременчуг Слободзейского района МССР. Высшее образование получила в Одесском государственном университете им. И. И. Мечникова на историческом факультете.
С 1975 по 1976 год работала учителем истории в Слободзейской СШ № 3, а с 1976 года — научный сотрудник, старший научный сотрудник, заведующая отделом истории Тираспольского историко — краеведческого музея.
В 1987 году Алла вместе с мужем и детьми Алексеем и Еленой переехала на Чукотку: сначала в поселок Урелики Провиденского района, затем в село Лаврентия Чукотского района, где работала учителем истории, обществоведения и географии в Уреликовской дневной и вечерней школе. Также работала во всесоюзном обществе «Знание» и райкоме партии.
В 1990 году вернулась в Тирасполь и на прежнюю работу в Тираспольский объединенный музей. В музее проработала на разных должностях: научный сотрудник, заместитель директора по научной работе, а с 1994 года стала директором Тираспольского объединенного музея.
С 2004 года является членом Союзов писателей ПМР и Международного сообщества писательских союзов.
В 2007 году написала текст гимна города Тирасполь. В этом же году выпустила книгу стихов «Хочу весну». В 2015 году стала одним из авторов книги «Музеи Приднестровья».

## Общественная деятельность[6]
- член правления Союза писателей Приднестровья;
- член художественной комиссии при Государственной службе связи и СМИ (по вопросам выпуска знаков почтовой оплаты);
- член Геральдического совета при Президенте Приднестровской Молдавской Республики[7];
- член аттестационной комиссии Управления культуры Министерства просвещения ПМР;
- член наградной комиссии Тираспольского Горсовета и Госадминистрации;
- член Общественной палаты ПМР[8];
- член Общественного совета при Следственном комитете ПМР[9];
- член Совета МУ «Управление культуры города Тирасполя».
- член Общественного совета по культуре при Тираспольско-Дубоссарской епархии[10]
- член Общественной палаты Приднестровской Молдавской Республики[11]

## Награды и звания
- Медаль преподобного Сергия Радонежского II степени[12]
- Орден «Трудовая слава» (ПМР)[13]
- Медаль «За трудовую доблесть» (ПМР)
- Медаль «Десять лет Приднестровской Молдавской Республике»[14]
- Грамота Президента ПМР[15]
- Диплом «За заслуги перед городом» Тираспольской Госадминистрации (2012)[6]
- Отличный работник культуры МССР
- Лауреат премии «Виват» в категории «Юбиляр года»[16]
- Заслуженный деятель искусств ПМР
- Заслуженный работник культуры ПМР
- Лауреат литературной премии им. Юрия Долгорукого правительства Москвы для писателей, пишущих на русском языке за пределами России (2010)[17]
- Лауреат премии «Признание» в номинации «Культура»[18]
- Лауреат премии «Виктория» в номинации «Общественная деятельность»
- Медаль «Юбилей Всенародного Подвига. 1613—2013»[19]
- Юбилейная медаль «25 лет Приднестровской Молдавской Республике»[20]
- Благодарственное письмо Президента Приднестровской Молдавской Республики[21]